# Reprezentacja Korei Północnej w piłce ręcznej kobiet
Reprezentacja Korei Północnej w piłce ręcznej kobiet – narodowy zespół piłkarek ręcznych Korei Północnej. Reprezentuje swój kraj w rozgrywkach międzynarodowych.

## Turnieje

### Udział wmistrzostwach Azji
| Rok  | Wynik | Źródło |
| ---- | ----- | ------ |
| 1987 | –     |        |
| 1989 | –     |        |
| 1991 | 4.    |        |
| 1993 | 3.    |        |
| 1995 | –     |        |
| 1997 | –     |        |
| 1999 | 4.    |        |
| 2000 | 3.    |        |
| 2002 | –     |        |
| 2004 | –     |        |
| 2006 | –     |        |
| 2008 | –     |        |
| 2010 | 5.    |        |
| 2012 | 5.    |        |

### Udział wigrzyskach azjatyckich
| Rok  | Wynik | Źródło |
| ---- | ----- | ------ |
| 1990 | 4.    |        |
| 1994 | –     |        |
| 1998 | 2.    |        |
| 2002 | 5.    |        |
| 2006 | –     |        |
| 2010 | 5.    |        |
| 2014 | –     |        |